# رالف هنت (سياسي)
رالف هنت (بالإنجليزية: Ralph Hunt)‏ هو سياسي أسترالي، ولد في 31 مارس 1928 في نارابري في أستراليا، وتوفي في 22 مايو 2011 في سيدني في أستراليا. حزبياً، نشط في الحزب الوطني الأسترالي. وقد انتخب عضو مجلس النواب الأسترالي عن دائرة Division of Gwydir ‏ (7 يونيو 1969 – 24 فبراير 1989).